# 최민석 (소설가)
최민석(1977년 1월 2일 ~ )은 대한민국의 소설가, 작가다. 2010년 단편소설 「시티투어버스를 탈취하라」로 창비신인소설상을 받으며 등단했다. 2012년 장편소설 『능력자』로 제36회 <오늘의 작가상>을 받았다.

## 작품
- 2010년 등단작(단편) <시티투어버스를 탈취하라>(창작과비평)
- 2012년 장편소설 <능력자> (민음사) ISBN 9788937486081
- 2010년 산문집 <너의 눈에서 희망을 본다>(조화로운삶) ISBN 9788992378741
- 2012년 산문집 <청춘, 방황, 좌절 그리고 눈물의 대서사시> (공감의기쁨) ISBN 9788997758166
- 2014년 장편소설 <풍의 역사> (민음사) ISBN 9788937489464

## 상훈
- 2010년 - 창비신인소설상
- 2012년 - 제36회 <오늘의 작가상>